# 왜 그랬던가
"왜 그랬던가"는 1975년에 개봉한 대한민국의 영화이다.

## 캐스팅
- 허장강
- 박근형
- 양광남
- 박지훈
- 윤영주
- 김신재
- 방수일
- 이인옥
- 심미나
- 용일화
- 이해룡
- 최회영
- 전숙
- 변대일
- 이예민
- 추상호
- 최준
- 장정국
- 박동룡
- 박종실
- 박희숙
- 김웅
- 이예성
- 추봉
- 임해림
- 김기범
- 김기종